# 박성균 (바둑 기사)
박성균(朴成均, 1957년 6월 20일 ~ )은 대한민국의 아마추어 바둑 기사이다.

## 약력
- 1990년 제21회 롯데배 아마최고위전 우승, 제24회 전국아마국수전 우승
- 1991년 제13회 세계아마바둑선수권 4위
- 1994년 제28회 아마국수전 우승,제21회 학초배 아마초강자전 우승
- 1998년 전국아마최고위전 우승(대 박영훈 아마 7단(현 프로 9단))
- 1997년 대구 MBC배 우승(대 조병탁 아마 7단)
- 2003년 이창호배 전국아마바둑선수권대회 준우승
- 2006년 11월 덕영배 전국아마대왕전 준우승(대 우동하 7단)
- 2008년 11월 23일 덕영배 전국아마대왕전 준우승(대 강창배 7단(현 프로 4단 ))